# Критические заметки по национальному вопросу
Критические заметки по национальному вопросу — статья В. И. Ленина. Написана в октябре — декабре 1913 года. Опубликована в большевистском легальном журнале «Просвещение» в 1913 году, № 10, 11, 12.
Написанию статьи предшествовали рефераты Ленина по национальному вопросу, которые были прочитаны летом 1913 года в ряде городов Швейцарии — Цюрихе, Женеве, Лозанне и Берне. Осенью 1913 года Ленин выступил с докладом по национальному вопросу на Поронинском совещании партийных работников ЦК РСДРП. После доклада Ленина была принята написанная им резолюция. После совещания Ленин приступил к работе над статьей.
Наряду со статьями «О национальной гордости великороссов» и «О праве наций на самоопределение» данная статья излагает основные положения национальной программы большевиков:
- полное равноправие наций

никаких безусловно привилегий ни одной нации, ни одному языку;
- право наций на самоопределение

решение вопроса о политическом самоопределении наций, то есть государственном отделении их, вполне свободным, демократическим путём;
- единство рабочих всех наций

требование безусловного единства и полного слияния рабочих всех национальностей во всех рабочих организациях, профессиональных, кооперативных, потребительских, просветительных и всяких иных.
В статье отмечается, что 

Буржуазный национализм и пролетарский интернационализм — вот два непримиримо-враждебные лозунга, соответствующие двум великим классовым лагерям всего капиталистического мира и выражающие две политики в национальном вопросе. 